# Humusu B
Humusu B is een bestuurslaag in het regentschap Timor Tengah Utara van de provincie Oost-Nusa Tenggara, Indonesië. Humusu B telt 1991 inwoners (volkstelling 2010).